# 卧虎沟乡
卧虎沟乡，是中华人民共和国辽宁省朝阳市喀喇沁左翼蒙古族自治县下辖的一个乡镇级行政单位。

## 行政区划
卧虎沟乡下辖以下地区：
九神庙村、二杖子村、卧虎沟村、顾杖子村、四家子村、下井村和榜石沟村。